# Francesco da Sangallo

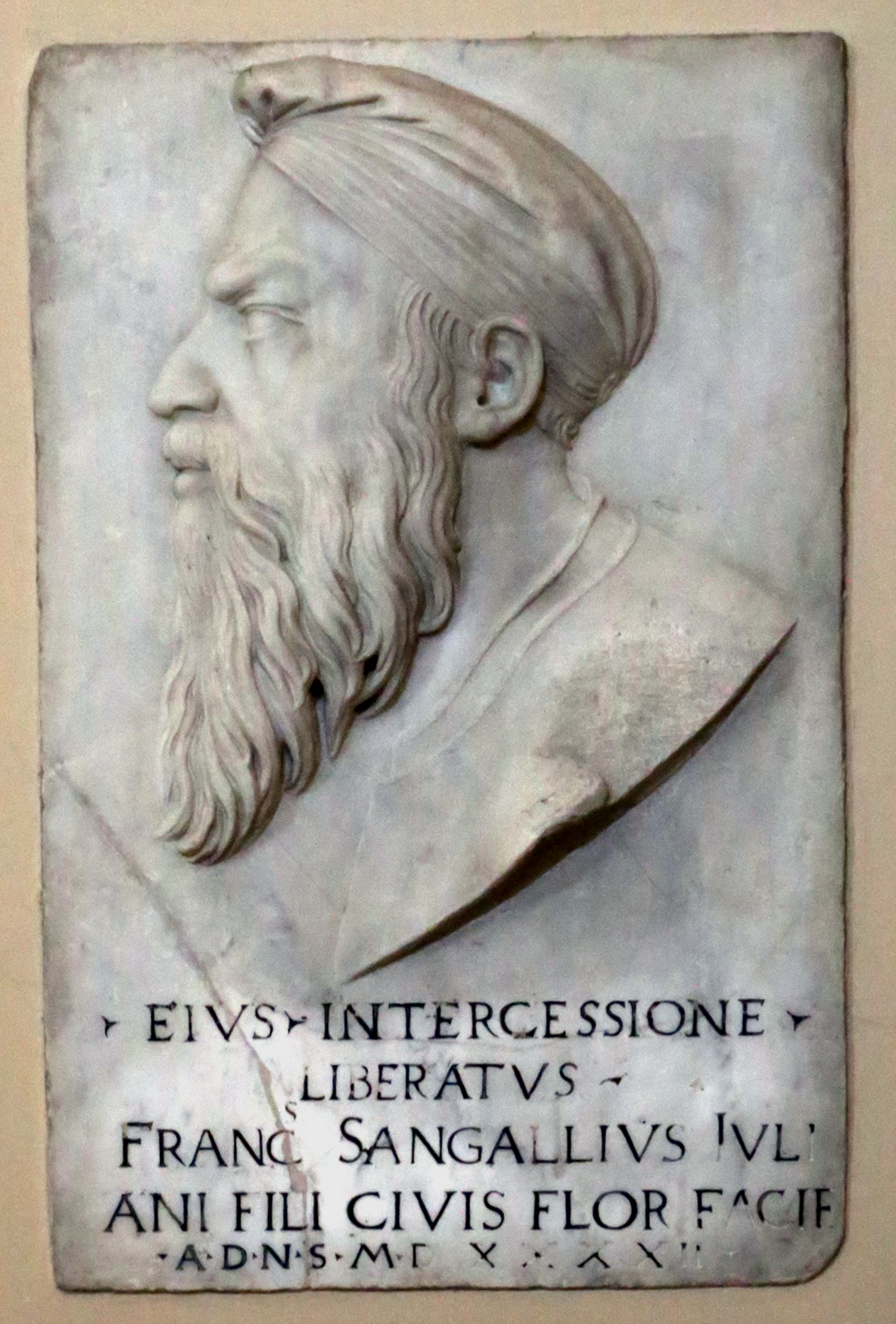
Autoritratto (chiesa di Santa Maria Primerana, Fiesole)

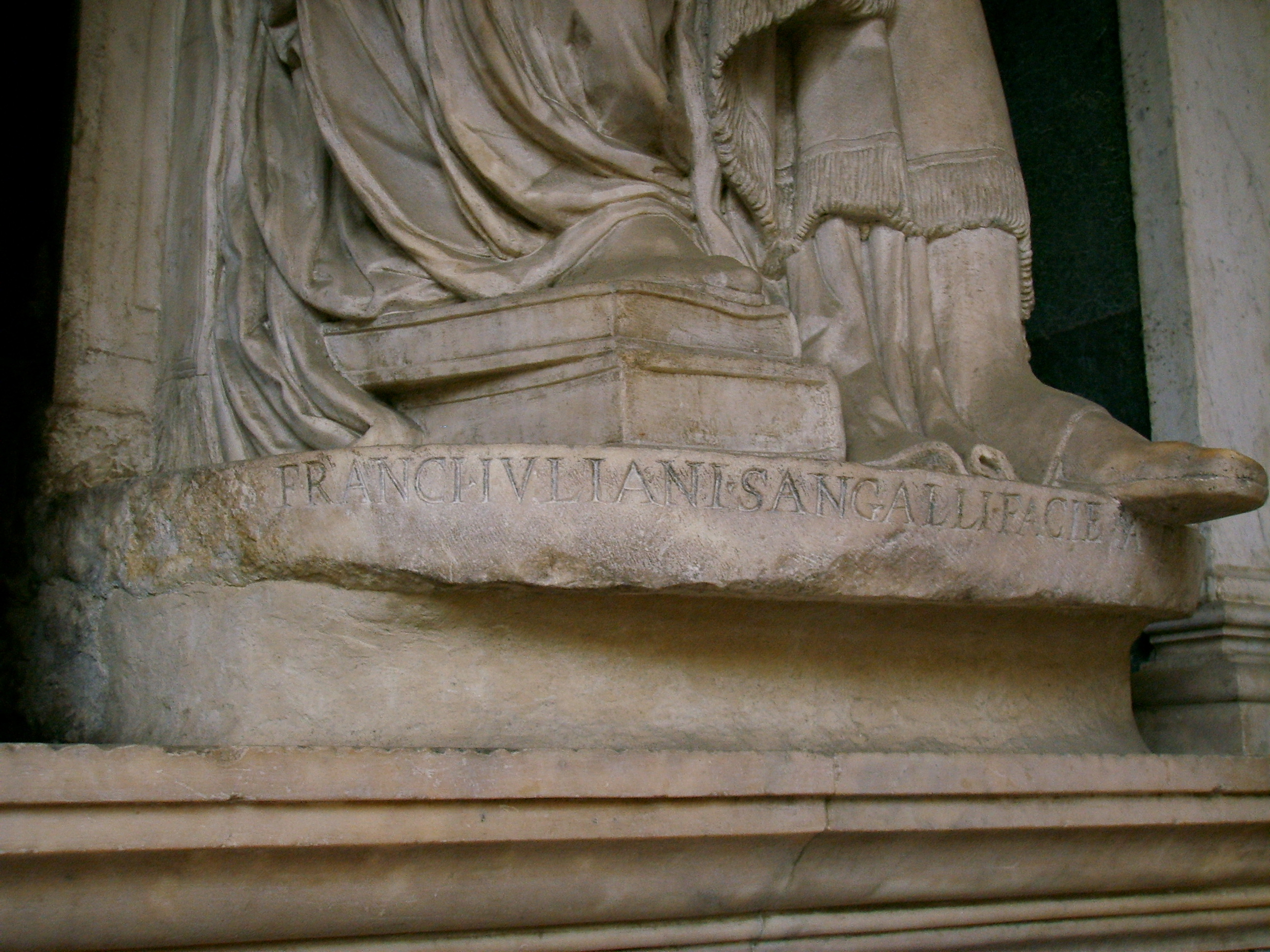
La firma di Francesco da Sangallo, Monumento a Paolo Giovio, San Lorenzo di Firenze

Francesco Giamberti, detto Francesco da Sangallo, Francesco di Giuliano o anche il "Margotta" (Firenze, 1º marzo 1494 – Firenze, febbraio 1576), è stato uno scultore italiano del tardo rinascimento, figlio dell'architetto e scultore Giuliano da Sangallo.

## Biografia
Con suo padre si trasferì a Roma a dieci anni. Nel 1506 fu, assieme al padre e a Michelangelo, tra i presenti alla scoperta della statua del Laocoonte, evento che egli descrisse in una sua lettera del 1567.
Come scultore fu influenzato dalle opere di Andrea Sansovino, anche se presto si distaccò dallo stile del suo maestro per una maniera più orientata al titanismo michelangiolesco. La scultura più antica a lui attribuita è la Vergine con Bambino e Sant'Anna, che decora l'altare di Orsanmichele a Firenze.
Nel 1530 risulta addetto alla manutenzione delle mura di Firenze.
Lavorò anche al cantiere della Basilica di San Pietro a Roma, diventandone capomastro nel 1542. L'anno successivo venne anche nominato capomastro di Santa Maria del Fiore a Firenze, dove contribuì alla realizzazione del pavimento marmoreo. 
Tra le sue sculture si ricordano l'Autoritratto nella chiesa di Santa Maria Primerana a Fiesole (1542), la tomba del Vescovo di Nocera Paolo Giovio nel chiostro di San Lorenzo, l'effigie del Vescovo Leonardo Buonafede sul pavimento della chiesa della Certosa di Firenze ed il Monumento funerario a Piero il Fatuo nella basilica dell'abbazia di Montecassino.